# Kamlarki (przystanek kolejowy)
Kamlarki – dawny przystanek kolejowy w Krusinie, w gminie Lisewo, w powiecie chełmińskim, w województwie kujawsko-pomorskim, w Polsce. Położony przy linii kolejowej z Kornatowa do Chełmna. Linia ta została otwarta w 1883 roku. W 1991 roku na tej trasie został zlikwidowany ruch pasażerski. W 2000 roku na tym odcinku zostały rozebrane tory.